# Burdeos
Burdeos is een gemeente in de Filipijnse provincie Quezon op het eiland Polillo. Bij de laatste census in 2010 telde de gemeente ruim 24 duizend inwoners.

## Geografie

### Bestuurlijke indeling
Burdeos is onderverdeeld in de volgende 14 barangays:
| - Aluyon - Amot - Anibawan - Bonifacio - Cabugao - Cabungalunan - Calutcot | - Caniwan - Carlagan - Mabini - Palasan - Poblacion - Rizal - San Rafael |

## Demografie
Burdeos had bij de census van 2010 een inwoneraantal van 24.166 mensen. Dit waren 598 mensen (2,5%) meer dan bij de vorige census van 2007. Ten opzichte van de census van 2000 was het aantal inwoners gegroeid met 4.531 mensen (23,1%). De gemiddelde jaarlijkse groei in die periode kwam daarmee uit op 2,10%, hetgeen hoger was dan het landelijk jaarlijks gemiddelde over deze periode (1,90%).

De bevolkingsdichtheid van Burdeos was ten tijde van de laatste census, met 24.166 inwoners op 199,82 km², 120,9 mensen per km².